# Fritz Ritterbusch
Fritz Ritterbusch (ur. 11 stycznia 1894, zm. 14 maja 1946) – zbrodniarz hitlerowski, członek załóg obozowych Flossenbürg, Hinzert, Majdanek i Gross-Rosen oraz SS-Obersturmführer.

## Życiorys
Urodził się w Zschakau (dzisiaj Beilrode), z zawodu urzędnik państwowy. Brał udział w I wojnie światowej, służąc w 153 oraz 264 pułku piechoty. Był członkiem SA, NSDAP od 25 stycznia 1925 roku (numer legitymacji 6317) oraz SS od 1931 roku (nr ewidencyjny 9107). Od października 1934 roku oficer 91 pułku powszechnej SS z Wittenbergii. Od wiosny roku 1940 do 30 stycznia 1941 roku piastował bliżej nieokreśloną funkcję w wydziale IV obozu KL Flossenbürg, skąd został przeniesiony na stanowisko dowódcy jednej z kompanii wartowniczych tego obozu. Z obozu tego przeniesiony 10 stycznia 1943 roku do sztabu komendantury KL Hinzert, gdzie był adiutantem komendanta obozu, Paula Sporrenberga. 18 czerwca 1943 roku przeniesiony do KL Lublin. Na wiosnę 1944 roku oddelegowany do KL Gross-Rosen, gdzie od maja tego roku do 13 lutego 1945 roku był dowódcą kompanii, a także kierownikiem podobozów Parschnitz w Pozici i AL Trautenau w Trutnovie w Czechach.
1 stycznia 1946 Ritterbusch został aresztowany w Niemczech przez radzieckie władze okupacyjne. Radziecki Trybunał Wojskowy skazał Ritterbuscha na karę śmierci 25 marca 1946. Ritterbusch został rozstrzelany w nieznanym miejscu 14 maja 1946.

## Odznaczenia
- Krzyż Żelazny II klasy
- Wojenny Krzyż Zasługi II klasy z mieczami,
- Odznaka Złota Partii
- Honorowy Pierścień SS